# Pediobius sinensis
Pediobius sinensis är en stekelart som beskrevs av Mao-Ling Sheng och Wang 1994. Pediobius sinensis ingår i släktet Pediobius och familjen finglanssteklar. Inga underarter finns listade i Catalogue of Life.